# 1780-1789
De jaren 1780-1789 (van de christelijke jaartelling) zijn een decennium in de 18e eeuw.

## Meerjarige gebeurtenissen

### Natuurfenomeen
- Een uitbarsting van de vulkaan Laki op IJsland duurt acht maanden: van juni 1783 tot februari 1784. Een groot deel van het eiland is bedekt met een metersdikke laag lava, waardoor eerst het vee en vervolgens de bevolking sterft van de honger.
- 1783 : De vulkaan Asama barst uit.
- Winter van 1783-1784.

### Europa
- 1780 : Keizerin Maria Theresia sterft, Keizer Jozef II is nu alleenheerser.
- 1785 : Vorstenbond. Keizer Jozef II wil van de Oostenrijkse Nederlanden af, in ruil voor het Keurvorstendom Beieren. Frederik II van Pruisen probeert dit verhinderen, door het oprichten van een machtsblok tegen de Habsburgse monarchie.
- 1787 : Charles-Alexandre de Calonne, minister van financiën, wordt ontslagen, Frankrijk is virtueel failliet.
- 1789 : Franse Revolutie. Op 14 juli wordt de staatsgevangenis van Parijs, de Bastille, bestormd. Verklaring van de rechten van de mens en de burger.
- 1783 : Verdrag van Georgiejevsk. Het Koninkrijk Kartli-Kachetië (Georgië) wordt een protectoraat van Rusland.
- Tsarina Catharina II van Rusland maakt in 1787 een triomfantelijke reis door de Krim, die ze in 1783 heeft geannexeerd. Overal op haar route worden Potemkindorpen neergezet.
- 1787 : Russisch-Turkse Oorlog. De Ottomanen verklaren de oorlog.
- 1788 : Oostenrijks-Turkse Oorlog. De Oostenrijkers steunen de Russen.
- 1788 : Russisch-Zweedse Oorlog (1788-1790). De Zweden steunen de Ottomanen.

### Oostenrijkse Nederlanden
- 1780 : Landvoogd Karel van Lotharingen sterft, hij wordt opgevolgd door zijn nicht Maria Christina van Oostenrijk, zus van keizer Jozef II, en getrouwd met Albert Casimir van Saksen-Teschen.
- 1781 : Jozefinisme. Keizer Jozef II probeert de macht van de kerk in te perken en is voor godsdiensttolerantie. Hij geeft Joden het recht om handel te drijven, ambachten uit te oefenen en grond te bezitten. Ten slotte krijgen ze ook het recht op eigen begraafplaatsen. Ook protestanten krijgen in de Zuidelijke Nederlanden godsdienstvrijheid, de cultusvrijheid blijft tot de privésfeer beperkt. De keizer laat alle kloosters sluiten. Alle broederschappen en godvruchtige genootschappen moeten sluiten. Het onderwijs wordt hervormd en geseculariseerd.
- 1782 : Jozef II zegt het Barrièretraktaat op.
- 1783 : Jozef II eist de opening van de Schelde
- 1784 : Keteloorlog. Jozef II zet zijn eis kracht bij.
- 1785 : Verdrag van Fontainebleau. De Republiek en Oostenrijk regelen de kwestie in de minne.
- 1787 : Er worden ook hervormingen doorgevoerd op gerechtelijk en bestuurlijk vlak. Dit leidt tot het ontstaan van twee oppositiebewegingen: de statisten onder Hendrik van der Noot en de vonckisten onder Jan Frans Vonck. De vonckisten steunen aanvankelijk de hervormingen; anders dan de statisten die vasthouden aan de oude vrijheden en systemen, maar door de onhandigheid waarop Jozef II deze doorvoert, sluiten de vooruitstrevende vonckisten zich spoedig aan bij het verzet.
- 1789 : Brabantse Omwenteling.  Keizer Jozef II schaft de Blijde Inkomst van Keizers-Brabant af, waarvan hij hertog is.
- 1789 - 26 augustus - Met de vlucht van de prins-bisschop begint in het prinsbisdom Luik de Luikse Omwenteling.

### Republiek der Zeven Verenigde Nederlanden
- 1781 - Op 26 september 1781 publiceert Joan van der Capellen tot den Pol in het geheim zijn pamflet "Aan het volk der Nederlanden", waarin kritiek op de stadhouder Willem V wordt geuit. De patriotten willen de oude vrijheid heroveren op de Oranjes.
- De Republiek der Zeven Verenigde Nederlanden en Engeland voeren de Vierde Engels-Nederlandse Oorlog wegens de heimelijke steun van de Staten van Holland aan de opstandige Amerikanen. De Engelse vloot valt een Nederlands konvooi aan bij de Doggersbank. De slag eindigt feitelijk onbeslist, maar wordt in Nederland als een grootse overwinning gevierd en wordt daarna jaarlijks door de patriotten herdacht met toespraken en banketten.
- 1785 - In de Republiek komen de patriotten in opstand tegen de regenten en stadhouder Willem V. De prins verlaat 's-Gravenhage en vestigt zich op 't Loo, maar verhuist uiteindelijk naar Nijmegen.
- 1787 - Aanhouding bij Goejanverwellesluis. De patriotten houden Wilhelmina van Pruisen, echtgenote van Willem V, aan.
- 1787. Pruisische inval. De patriotten worden neergeslagen door een Pruisisch leger. Veel patriotten worden gevangengenomen of trekken als bannelingen naar Sint-Omaars en wonen in de ruime omgeving.

### Noord-Amerika

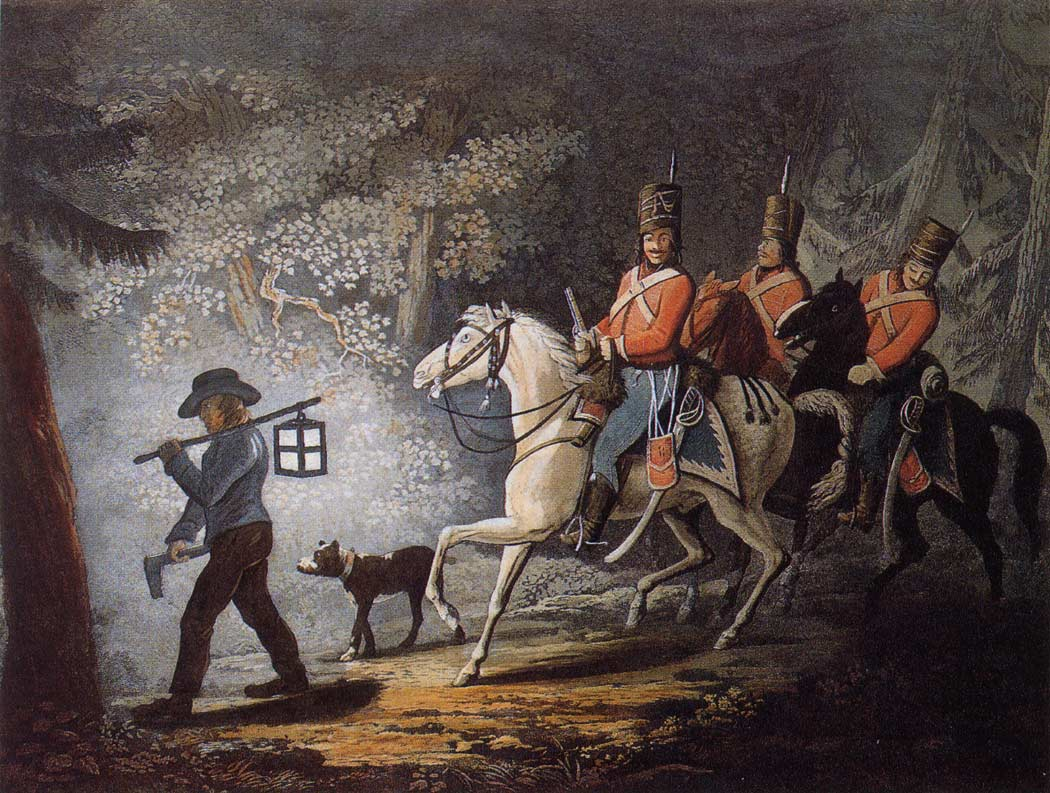
Amerikaanse Onafhankelijkheidsoorlog (1775-1783)

- 1780-1784 : Vierde Engels-Nederlandse Oorlog. De Britten verklaren de oorlog aan de Republiek, vanwege de steun die zij geven aan de Amerikaanse opstandelingen.
- 1781 : De Artikelen van de Confederatie worden opgesteld.
- 1782 : Grootzegel van de Verenigde Staten wordt voor de eerste maal gebruikt.
- 1783 : Vrede van Parijs. Betekent het einde van de Amerikaanse Onafhankelijkheidsoorlog. Groot-Brittannië erkent de onafhankelijkheid van de Verenigde Staten. Het niet onafhankelijke deel wordt Brits Noord-Amerika genoemd.
- 1784 : Groot-Brittannië en de Republiek maken een einde aan de oorlog
- 1787 : De Grondwet van de Verenigde Staten wordt aangenomen.
- 1789. George Washington wordt de eerste President van de Verenigde Staten.

### Afrika
- 1787 : Stichting van de stad Freetown. Bevrijde zwarte slaven kunnen er zich vestigen.
- 1788 : African Association is een Brits genootschap voor de promotie van de ontdekking van het binnenland van Afrika.

### Wereldhandel en kolonies
- Tijdens de Vierde Engels-Nederlandse Oorlog wordt de VOC-handelspost Suratte tussen 1781 en 1784 bezet door de Engelsen.
- 1787 : Abolitionisme (slavernij). Begin van georganiseerd verzet in verlichte kringen tegen de slavernij: in Groot-Brittannië wordt het Committee for the Abolition of the Slave Trade opgericht, en in het volgend jaar in Frankrijk de Société des amis des Noirs.
- 1787 : Eerste Vloot. Onder leiding van Arthur Phillip werden Britse veroordeelden afgezet in Port Jackson (Australië) om daar een nieuw leven te beginnen.
- 1788 : Van wereldontdekker Jean-François de La Pérouse wordt niets meer gehoord.

### Wetenschap en technologie
- De heteluchtballon wordt op 4 juni 1783 door Joseph en Jacques Montgolfier uitgevonden. In het voorjaar van 1784 vindt een vlucht boven Ierland plaats.
- De pianofabriek Broadwood & Sons voert vele vernieuwingen en patenten door die de piano beter maken. Het klavier wordt vergroot van 5 tot 6 octaven, de brug wordt gesplitst in een bas- en discantgedeelte, waardoor de sonore klank beter wordt, het pedaal wordt gepatenteerd.
- Aan het begin van de jaren 80 van de 18e eeuw maakt Cugnot zijn eerste proefrit met zijn stoomwagen, de snelheid bedraagt 40 kilometer per uur en het gevaarte biedt plaats aan 4 personen.
- De Zwitserse schei- en werktuigkundige Aimé Argand begint in 1781 met de ontwikkeling van de Argandse lamp om een nagenoeg rookloze, roetvrije verbranding van de lampolie mogelijk te maken. Hij krijgt er in 1784 in Engeland een patent voor toegewezen.
- Tussen 1780 en 1788 geeft Pierre-Alexandre Du Peyrou de complete werken uit van Jean-Jacques Rousseau.
- De vondst van Mosasaurus draagt zo, net als de in 1784 gevonden en nog veel vreemdere Pterodactylus, bij aan het langzaam ontstaan van de hypothese dat dieren op natuurlijke wijze zouden kunnen uitsterven, indertijd een ongebruikelijke en radicale gedachte.
- Hobby-astronoom William Herschel ontdekt de planeet Uranus. Hij bewijst het bestaan van de infrarode stralen, die buiten het zichtbare spectrum liggen. Hij staat ook bekend als de ontdekker van het feit dat de zon onderdeel is van de Melkweg, een platte schijf van sterren, 800 dubbelsterren en 2500 nevels.
- De Italiaanse arts Luigi Galvani probeert met zijn kikkerproeven het bestaan van "dierlijke elektriciteit" aan te tonen en legt zonder het te weten de basis voor de uitvinding van de batterij.

### Sociaal
- In Parijs sticht Valentin Haüy de eerste blindenschool ter wereld. De leerlingen leren er lezen door middel van voelbare letters. Ook kunnen ze zich bekwamen in een ambacht.

### Kunst en cultuur
Mode
- De Duitse muts of luifelmuts. De bol is van batist, de rand van tule of kant.

### Sport
- cricket is uitgegroeid tot een van de favoriete sporten van de Britse aristocratie. De Londense elite stoort zich echter aan het feit dat hun wedstrijden op een grasveld bij White Conduit Club in Islington door Jan en alleman kunnen worden gadegeslagen. In 1786 vragen enkele edelen aan Thomas Lord om een nieuw terrein te vinden. Lord zorgt voor een cricketveld op een nieuwe locatie: de eerste locatie van Lord's Cricket Ground.

### Voeding
- Omstreeks 1780 ontdekken de tuinman Chambry en anderen dat het klimaat in ondergrondse steengroeven zeer geschikt is voor de champignonteelt.

## Belangrijke personen

### Overleden
- 1786 : Frederik II van Pruisen sterft kinderloos, hij wordt opgevolgd door zijn neef Frederik Willem II van Pruisen.
- 1788 : Koning Karel III van Spanje sterft, hij wordt opgevolgd door zijn zoon Karel IV van Spanje.

<< · 1780 · 1781 · 1782 · 1783 · 1784 · 1785 · 1786 · 1787 · 1788 · 1789 · >>
<< · 1700-1709 · 1710-1719 · 1720-1729 · 1730-1739 · 1740-1749 · 1750-1759 · 1760-1769 · 1770-1779 · 1780-1789 · 1790-1799 · >>